# Bayonetta 2
Bayonetta 2 (ベヨネッタ2?, Beyonetta 2) è un videogioco del 2014, del genere avventura hack and slash, sviluppato da Platinum Games e pubblicato in esclusiva Nintendo per le console Wii U e Nintendo Switch.

## Trama
Il gioco inizia in una foresta sperduta dove padre Balder, gravemente ferito accanto ai resti della testa di Jubileus, mormora qualcosa a uno spirito che pare dimorare in lui, dicendogli che non sarebbe fuggito dal suo destino e che sarebbero morti insieme. Prima di morire riesce a dire ancora qualcosa su Cereza, dicendo che alla fine aveva mantenuto la promessa che gli aveva fatto e che lui avrebbe sempre vegliato su di lei. Dopodiché si dissolve e muore.
Intanto, a New York, Bayonetta è intenta a fare spese con Enzo, finché una motociclista, Jeanne, non lo investe per poco. Jeanne comunica a Bayonetta che qualcosa non va, "sia sopra e sia sotto" (in Paradiso e all'Inferno), e infatti poco dopo in cielo inizia una parata aerea militare costituita dai Platinum Stars; sfortunatamente uno degli aerei sembra perdere il controllo precipitando proprio verso il negozio in cui si trova Enzo, ma Bayonetta riesce a deviare il veicolo semplicemente con un calcio e in seguito ci salta sopra. Scopre così che la causa del disastro sono gli angeli, iniziando a combattere sopra all'aereo. La battaglia continua in varie zone della città, quando Bayonetta evoca il demone-drago Gomorrah per dare il colpo di grazia all'ultimo angelo. Il demone pare ritornare nei meandri dell'Inferno, ma qualcosa va storto e Gomorrah riesce a liberarsi e Jeanne viene colpita a morte dopo aver salvato la sua amica, e la sua anima viene trascinata violentemente all'Inferno. Bayonetta affronta così il demone che lei stessa aveva evocato, evocandone un altro, il demone Labolas, per finirlo. Rodin comunica a Bayonetta che avrebbe avuto circa un giorno per scendere negli Inferi e salvare l'anima di Jeanne, e così la strega ed Enzo intraprendono un viaggio fino ad una città dell'est Europa, Noatun, situata alla base del monte Fimbulventr, che si dice sia la congiunzione di Paradiso e Inferno. Intanto, un demone si impossessa dell'anima di Jeanne, e un oscuro personaggio spia i movimenti di Bayonetta, indicando ad una figura misteriosa la strada per andare a Noatun e compiere la sua vendetta.
Bayonetta entra in città e inizia a incamminarsi verso la montagna. Giunta nella Piazza delle cascate, trova un gruppo di angeli che non sembrano interessati a lei, ma ad un ragazzino incappucciato che sembra trovarsi nel Purgatorio come lei. Bayonetta lo insegue, riuscendo infine a raggiungerlo dopo aver sconfitto l'angelo Valiance. Il ragazzo dice di aver perso la memoria e di chiamarsi Loki, e come Bayonetta vuole raggiungere la cima del monte Fimbulventr, così deciderà di accompagnare la protagonista nel suo viaggio sotto forma di scoiattolo volante. Poco dopo Bayonetta, salverà Loki dalle grinfie di Glamor, che sotto ordine di un certo Loptr, lo vuole portare in Paradiso per il suo potere "Rimembranze del Tempo".
Bayonetta incontrerà Luka nel suo viaggio, e si farà spiegare da lui l'origine degli "Occhi del Mondo": in origine esisteva il Dio del Caos Aesir, egli creò la luce (il Paradiso comandato da Jubileus), l'oscurità (l'Inferno comandato dalla Regina Sheba) e il caos (il mondo umano). Aesir, commosso dal fatto che l'umanità non possedeva alcun libero arbitrio nel decidere il suo percorso, divise il potere dei suoi occhi nell'"Occhio Destro della Luce" (che apparterà al clan dei Saggi di Lumen) e nell'"Occhio Sinistro dell'Oscurità" (che apparterà al clan delle Streghe di Umbra), ordinado ai due clan di sorvegliare l'umanità, così da poter far scegliere liberamente ad ognuno il proprio percorso. Luka inoltre sostiene che il motivo per cui si sta verificando questo squilibrio tra le varie realtà è perché l'umanità ha perso l'Occhio Destro quando Bayonetta uccise suo padre, Balder, tempo addietro.
Intanto per le strade di Noatun, si aggira un tipo incappucciato con una maschera, interessato ad uccidere Loki. Bayonetta ingaggerà uno scontro impegnativo contro lo sconosciuto, che si rivelerà un Saggio di Lumen, tanto che invocherà ben due virtù (Fortitudo e Temperantia), contrastate dalle evocazioni di Bayonetta, Labolas e Madama Butterfly.
Ingaggiando uno scontro con il demone Pain, Bayonetta riconferma le affermazioni di Rodin: l'equilibrio che sostiene le tre realtà sta cadendo a pezzi. Dopo aver combattuto contro il demone Insidious ed averlo sconfitto, Bayonetta viene inghiottita insieme a Loki al suo interno dal redivivo demone. Qui rincontrerà e ingaggerà un altro scontro con il misterioso Saggio di Lumen mascherato, sfoderando in campo la virtù Sapientia, contrastato dal demone Hydra. Qui viene rilevato che il Saggio è in possesso dell'Occhio Destro. Il combattimento è talmente intenso da far esplodere il demone nel quale erano imprigionati, così, mentre il Saggio di Lumen si ritira di nuovo, Bayonetta e Loki ricominciano il loro viaggio.
Una volta raggiunte le Porte dell'Inferno e liberato il passaggio che le conduceva sconfiggendo i Golem guardiani, Bayonetta e Loki si imbattono nuovamente nel Saggio mascherato, questa volta accompagnato da un altro individuo, il "Profeta". Il Saggio comincia ad attaccare Loki mentre Bayonetta intraprende un combattimento con il Profeta, che rivendica per sé l'Occhio Sinistro e gli stessi Occhi del Mondo. Qui il Profeta mette in difficoltà la strega con delle visioni del passato dei suoi genitori (un giovane Balder, intento a fermare la caccia alle streghe capeggiata dalle schiere angeliche, mentre vede spirare tra le sue braccia la sua amata Rosa, rimasta uccisa mentre salvava il suo amato da un attacco scagliato da qualcuno assomigliante a Loki). Messi in difficoltà dai loro avversari, Loki scaglia un attacco con una delle sue carte alle Porte dell'Inferno aprendole, in cui viene risucchiato insieme alla strega ed al saggio.
Raggiunto l'Inferno, Bayonetta combatterà prima con i demoni Phantasmaraneae e Resentment, arriva ad un palazzo dove risiede la demone Alraune. Dopo un paio di domande senza risposta e una Bayonetta desiderosa di distruggere il palazzo, Alraune, vedendo Madama Butterfly, si infuria e decide di porre fine alle vite delle due sue nemiche. Così Bayonetta combatte con la demone che tiene prigioniera l'anima di Jeanne, la quale vuole usarne il potere per diventare regina dell'Inferno. Bayonetta, però, la sconfigge, riuscendo così a liberare Jeanne e a rianimarla appena in tempo. Il colpo di grazia ad Alraune viene però inferto da Rodin, dalla quale riesce ad ottenere due fruste (Alruna) per Bayonetta, mostrando finalmente come riesce a realizzare le armi attraverso i demoni. Nel frattempo Bayonetta si accorge tuttavia che Loki sta subendo nuovamente degli attacchi dal Saggio mascherato, così corre in suo aiuto. Prima di combattere nuovamente, il Saggio si distrugge la sua maschera mostrando il suo vero volto, rivelandosi Balder da giovane. Durante il combattimento, però, Loki sprigiona uno strano potere che catapulta Bayonetta nel passato, precisamente a Vigrid 500 anni prima, nel periodo della caccia alle streghe. Lì Bayonetta incontra sua madre Rosa, ed insieme iniziano a combattere contro gli angeli che le attaccano, riuscendo a sconfiggere di nuovo le virtù e gli angeli grazie all'Armatura Umbra. Ad un certo punto incontra un ragazzino uguale a Loki, che in realtà si rivela essere Loptr, il quale vuole gli Occhi del Mondo e afferma che Loki è fuggito nel futuro per sfuggirgli momentaneamente ed avvertire i due guardiani dell'imminente minaccia di Loptr. I due cominciano a combattere ma Bayonetta viene sconfitta. Quando riesce a raggiungere sua madre Rosa ormai è troppo tardi poiché questa è stata assassinata da Loptr. Qui inoltre incontra Balder, che si dispera per la morte di Rosa, e gli propone di tornare con lei nel suo periodo attraverso un portale temporale che ha aperto. Nel frattempo, Loki, indebolito e oramai conscio di ricordarsi tutto e della missione per fermare il male, incontra Luka e gli chiede di accompagnarlo alla cima del Fimbulventr.
Una volta ritornati nel presente, Bayonetta e Balder si dirigono anch'essi a Fimbulventr a bordo di un jet guidato da Jeanne, combattendo insieme contro orde di angeli e demoni. Arrivati a Fimbulventr incontrano di nuovo il Profeta, che in realtà si rivela essere Loptr, il quale rivela il suo piano: egli vuole ritornare ad essere il Dio del Caos Aesir (infatti lui è la parte "cattiva" del Dio, mentre Loki è la parte "buona"), sostenendo che il potere del libero arbitrio che l'umanità possiede non ha portato che all'inquinamento del mondo e così lui li vuole soggiogare al suo volere, conscio che la sua essenza di "parte malvagia" si sia originata dalla malizia umana. Ma per fare questo doveva risvegliare i poteri assopiti di Loki, che possono controllare il potere degli Occhi del Mondo, così Loptr assorbe prima il potere di Loki di controllare gli Occhi del Mondo (il "Potere Supremo") e poi il potere dell'Occhio Destro di Balder. Bayonetta ingaggerà un arduo scontro con Loptr ma soccomberà e si vedrà rubare il potere dell'Occhio Sinistro, con il quale Loptr riacquista la forma divina di Aesir ed il potere di controllare tutta l'umanità. Bayonetta e Balder, così ingaggiano uno scontro senza esclusioni di colpi contro il rinato dio. Il combattimento continua fino a quando Loki annulla il potere del dio, affermando che il Potere Supremo di Aesir non è la creazione ma il "Nulla", cioè il potere di distruggere qualsiasi cosa, privandolo del potere degli Occhi del Mondo. In questo modo Aesir viene scaraventato dall'evocazione congiunta di Balder e Bayonetta, rispettivamente di Jubileus e della Regina Sheba, Omne, nelle fauci di un rinato Gommorah, evocato da Jeanne. Tuttavia, dopo essere stato sconfitto, lo spirito di Loptr tenta di andare in una differente era per poter rinascere e ricominciare con i suoi piani, ma Balder gli si frappone, assorbendolo nel suo corpo condannandosi ad una esistenza legata al "puro male". Prima di essere consumato dal potere di Loptr, Balder si fa promettere da Bayonetta che se la sua anima fosse stata corrotta dallo spirito malvagio da lui assorbito lei avrebbe dovuto fermarlo, dopodiché, dimostrando di conoscere la sua vera identità, le chiede di farsi chiamare almeno una volta papà, desiderio che viene esaudito da Bayonetta.
Il gioco termina con Bayonetta, Jeanne e Luka che vedono scomparire Loki, oramai concluso il suo compito, facendosi promettere da Bayonetta di potersi rivedere in futuro e di poterla chiamare Cereza (cosa che a Loki non va, ribadendo da sempre che lei "non ha la faccia di una Cereza"). Alcuni giorni dopo le feste natalizie e l'inizio dei saldi, Bayonetta e Jeanne, mentre sono intente a fare shopping, capiscono che Loki è rinato, ma vengono nuovamente attaccate da un'orda di angeli, dove Bayonetta conclude "Let's Dance, Boys!"
La scena finale dopo i titoli di coda vede un Balder, controllato dallo spirito di Loptr e tornato indietro di 500 anni, prendere le sembianze e atteggiamenti del primo capitolo (infatti l'ultima scena è il logo del primo gioco).

## Modalità di gioco
Bayonetta 2 prosegue il gameplay in stile azione del suo predecessore, in cui i giocatori controllano l'omonima Bayonetta mentre combatte contro varie forze angeliche e demoniache usando combinazioni di attacchi corpo a corpo e sparatorie. Schivare gli attacchi nemici all'ultimo secondo attiva il "Witch Time", rallentando i nemici attorno a Bayonetta e consentendo ai giocatori di reagire facilmente e risolvere alcuni enigmi ambientali. I giocatori sono anche in grado di usare mosse speciali chiamate Torture Attacks, intrappolando gli avversari in dispositivi infernali per punti extra. Anche la personalizzazione delle armi del primo gioco ritorna, consentendo ai giocatori di equipaggiare combinazioni di nuove armi sia sulle mani che sui piedi di Bayonetta. È possibile equipaggiare una vasta gamma di armi, tra cui le pistole distintive del personaggio, un arco, spade e altre forme di armi a proiettile. I giocatori guadagnano gradi durante il combattimento, con il grado più alto "Pure Platinum" ottenuto eseguendo un numero elevato di combo, nel tempo più veloce possibile, senza subire danni. Come nel gioco precedente, Bayonetta può usare gli attacchi di tortura sui suoi nemici, strumenti di tortura evocati che finiscono i singoli nemici in modi raccapriccianti e garantiscono un bonus al giocatore.
Bayonetta 2 aggiunge un nuovo elemento di gioco chiamato Umbran Climax che può essere attivato quando il giocatore ha una barra magica piena. Simile allo stato dei combattimenti contro i boss nel primo gioco, questa tecnica rafforza gli attacchi e le combo di Bayonetta con Wicked Weaves extra e evocazioni di Infernal Demon per un breve periodo di tempo. Ciò aumenta la loro portata complessiva e il danno e ripristina la salute di Bayonetta quando è in uso.

## Sviluppo
L'idea di un sequel di Bayonetta è di poco successiva al gioco stesso tuttavia a causa dei dati di vendita buoni ma non esaltanti del primo titolo la SEGA scelse di non investire nel progetto. Il titolo è stato diretto da Yusuke Hashimoto, con la collaborazione di Hideki Kamiya (ideatore del primo Bayonetta), la colonna sonora è stata composta da Masami Ueda (già compositore della colonna sonora del primo titolo). Gli ambienti del gioco sono stati diretti da Hiroki Onishi.
In seguito all'uscita del Wii U la Nintendo iniziò a cercare di accaparrarsi alcune esclusive popolari per cercare di conquistare una fetta di pubblico maggiore, collaborò economicamente con Platinum Games ed ottenne quindi l'esclusività del titolo sulla propria console domestica. Il gioco è stato annunciato ufficialmente nel settembre 2012, a gennaio 2013 sono comparsi i primi trailer ufficiali, all'E3 2013 sono stati mostrati il terzo trailer e una demo ed a febbraio 2014 è stato mostrato un quarto trailer. In Giappone il gioco è uscito il 20 settembre. Durante il Digital Event del 10 giugno è stato comunicato che Bayonetta 2 verrà venduto insieme al primo episodio, con uscita prevista per il 24 ottobre 2014.

## Accoglienza
| Testata                         | Versione | Giudizio |
| ------------------------------- | -------- | -------- |
| Metacritic (media al 2-09-2022) | Wii U    | 91/100   |
| Metacritic (media al 2-09-2022) | Switch   | 92/100   |
| OpenCritic (media al 2-09-2022) | Wii U    | 91/100   |
| OpenCritic (media al 2-09-2022) | Switch   | 89/100   |
| Eurogamer                       | Wii U    | 93/100   |
| Eurogamer                       | Switch   | 80/100   |
| IGN (ITA)                       | Wii U    | 90/100   |
| IGN (ITA)                       | Switch   | 85/100   |
| Multiplayer.it                  | Wii U    | 95/100   |
| Multiplayer.it                  | Switch   | 90/100   |
| SpazioGames                     | Switch   | 90/100   |

### Premi
| Anno | Premio                                                         | Categoria                                 | Esito                        | Nota                         |
| 2014 | Anteriori alla pubblicazione                                   | Anteriori alla pubblicazione              | Anteriori alla pubblicazione | Anteriori alla pubblicazione |
| ---- | -------------------------------------------------------------- | ----------------------------------------- | ---------------------------- | ---------------------------- |
| 2014 | Destructoid's Best of E3 2014                                  | Miglior Avventura Dinamica                | Candidato/a                  | [ 17 ]                       |
| 2014 | Destructoid's Best of E3 2014                                  | Miglior Esclusiva Nintendo                | Candidato/a                  | [ 17 ]                       |
| 2014 | IGN's Best of E3 2014                                          | Miglior Gioco d'Azione                    | Candidato/a                  | [ 18 ]                       |
| 2014 | IGN's Best of E3 2014                                          | Miglior Gioco Wii U                       | Candidato/a                  | [ 19 ]                       |
| 2014 | Joystiq                                                        | E3 Selection                              | Vincitore/trice              | [ 20 ]                       |
| 2014 | A posteriori dalla pubblicazione                               |                                           |                              |                              |
| 2014 | Destructoid's Best of 2014                                     | Miglior Gioco                             | Vincitore/trice              | [ 21 ]                       |
| 2014 | Edge's Edge Awards 2014                                        | Miglior Gioco del 2014                    | Vincitore/trice              | [ 22 ]                       |
| 2014 | The Game Awards                                                | Miglior Avventura Dinamica                | Candidato/a                  | [ 23 ]                       |
| 2014 | The Game Awards                                                | Gioco dell'Anno                           | Candidato/a                  | [ 23 ]                       |
| 2014 | GameSpot's Game of the Year                                    | Gioco dell'Anno                           | Candidato/a                  | [ 24 ]                       |
| 2014 | GameSpot's Game of the Year                                    | Gioco dell'Anno Wii U                     | Candidato/a                  | [ 25 ]                       |
| 2014 | GameTrailers's Best of 2014                                    | Miglior Avventura Dinamica                | Vincitore/trice              | [ 26 ]                       |
| 2014 | GameTrailers's Best of 2014                                    | Miglior Esclusiva Wii U                   | Vincitore/trice              | [ 27 ]                       |
| 2014 | Giant Bomb's 2014 Game of the Year Awards                      | Miglior Gioco                             | Candidato/a                  | [ 28 ]                       |
| 2014 | Nintendo Life's Reader Awards 2014                             | Gioco dell'Anno                           | Candidato/a                  | [ 29 ]                       |
| 2014 | Nintendo Life's Reader Awards 2014                             | Gioco dell'Anno al Dettaglio Wii U        | Candidato/a                  | [ 29 ]                       |
| 2014 | Nintendo Life's Staff Awards 2014                              | Gioco dell'Anno                           | Candidato/a                  | [ 30 ]                       |
| 2014 | Nintendo Life's Staff Awards 2014                              | Gioco dell'Anno al Dettaglio Wii U        | Candidato/a                  | [ 30 ]                       |
| 2014 | National Academy of Video Game Trade Reviewers (NAVGTR) awards | Original Light Mix Score, Franchise       | Vincitore/trice              | [ 31 ]                       |
| 2014 | National Academy of Video Game Trade Reviewers (NAVGTR) awards | Miglior Gioco, Miglior Franchise d'Azione | Candidato/a                  | [ 31 ]                       |
| 2014 | National Academy of Video Game Trade Reviewers (NAVGTR) awards | Miglior Design dei Costumi                | Candidato/a                  | [ 31 ]                       |
| 2014 | National Academy of Video Game Trade Reviewers (NAVGTR) awards | Miglior Precisione nei Comandi            | Candidato/a                  | [ 31 ]                       |
| 2014 | National Academy of Video Game Trade Reviewers (NAVGTR) awards | Miglior Design nei Comandi, Miglior 3D    | Candidato/a                  | [ 31 ]                       |
| 2014 | National Academy of Video Game Trade Reviewers (NAVGTR) awards | Miglior Character Design                  | Vincitore/trice              | [ 31 ]                       |
| 2014 | National Academy of Video Game Trade Reviewers (NAVGTR) awards | Miglior Animazione, Miglior Tecnica       | Candidato/a                  | [ 31 ]                       |
| 2015 | AbleGamers Foundation's Most Accessible Games of 2014          | Gioco più Accessibile                     | Vincitore/trice              | [ 32 ]                       |
| 2015 | IGN's Best of 2014                                             | Miglior Gioco d'Azione                    | Vincitore/trice              | [ 33 ]                       |
| 2015 | IGN's Best of 2014                                             | Miglior Gioco d'Azione - People's Choice  | Vincitore/trice              | [ 33 ]                       |
| 2015 | IGN's Best of 2014                                             | Miglior Gioco                             | Candidato/a                  | [ 34 ]                       |
| 2015 | IGN's Best of 2014                                             | Miglior Gioco Wii U                       | Candidato/a                  | [ 35 ]                       |

## Sequel
Bayonetta 3, È stato pubblicato il 28 ottobre 2022 in esclusiva su Nintendo Switch.